# Hamburgische Biografie
Die Hamburgische Biografie ist ein biografisches Nachschlagewerk, das sich auf mit der Stadt Hamburg verbundene Personen beschränkt. Sie wird seit dem Jahr 2000 von der Arbeitsstelle für Hamburgische Geschichte der Universität Hamburg erarbeitet, bislang sind acht Bände erschienen. Herausgeber sind Franklin Kopitzsch und Dirk Brietzke. 
Die erschienenen Bände enthalten insgesamt 2375 Beiträge. Aufgenommen wurden ausschließlich verstorbene Persönlichkeiten, die in Hamburg geboren wurden oder maßgeblich hier gewirkt haben. Die einzelnen Bände sind jeweils von A–Z geordnet und werden durch ein kumulatives Register erschlossen. Ab dem 6. Band wurde dieses Register um solche Personen erweitert, die keinen eigenen Eintrag haben, jedoch in den vorhandenen Artikeln erwähnt werden.
Bei in Altona und Wandsbek wirksamen Personen bestehen inhaltliche Überschneidungen mit dem Biographischen Lexikon für Schleswig-Holstein und Lübeck.

## Bandübersicht
Die ersten beiden Bände erschienen 2001 und 2003 im Hamburger Christians Verlag; nach dessen Insolvenz wurde die Reihe dann ab 2006 vom Wallstein Verlag Göttingen fortgesetzt.
1. Christians, Hamburg 2001, ISBN 3-7672-1364-8. 2. verbesserte Auflage: Wallstein, Göttingen 2008, ISBN 978-3-8353-0098-9.
2. Christians, Hamburg 2003, ISBN 3-7672-1366-4. Übernommene Ausgabe: Wallstein, Göttingen 2006, ISBN 3-8353-0099-7.
3. Wallstein, Göttingen 2006, ISBN 3-8353-0081-4.
4. Wallstein, Göttingen 2008, ISBN 978-3-8353-0229-7.
5. Wallstein, Göttingen 2010, ISBN 978-3-8353-0640-0.
6. Wallstein, Göttingen 2012, ISBN 978-3-8353-1025-4.
7. Wallstein, Göttingen 2020, ISBN 978-3-8353-3579-0
8. Wallstein, Göttingen 2023, ISBN  978-3-8353-5443-2